# 大沢勉
大沢 勉（おおさわ つとむ、1948年5月23日 - 2024年7月12日）は、秋田県能代市出身のプロ野球選手（捕手）。

## 来歴・人物
秋田県立能代高等学校で野球部に入り、厳しい練習を耐え抜いて2年生から試合に出るようになった当初は一塁手を務めていた。2年生夏の全国高等学校野球選手権西奥羽大会3回戦（対秋田県立金足農業高等学校）では、同点の9回裏2死満塁の場面で、三塁手の山田久志が自分の前に来たゴロを大沢のいる一塁に悪送球してサヨナラ負けを喫する。大会後に大沢は捕手への転向を指示され、同じく投手への転向を指示された山田とバッテリーを組んだ。新チームに捕手が不在だったことから、肩の強い部員が本塁からの二塁送球を試された結果指名されたという。3年生の時には二人は県内でも評判のバッテリーとなったが、甲子園には届かなかった。
高校卒業後は、社会人野球の日本鉱業日立に入社する。社会人野球に進む際、大沢は山田とともに入社テストを兼ねた練習に参加したが、事前の予想に反して大沢のみが合格となる（山田は富士製鐵釜石に入部）。その後対戦した折には山田の速球に三振を喫し、その成長ぶりに驚いたという。
1970年の都市対抗野球に日立製作所の補強選手として出場。
1970年のプロ野球ドラフト会議で東映フライヤーズから7位指名を受け入団。
1971年4月には初の先発マスクを被り、1974年シーズン終盤には6試合に先発出場を果たす。しかし、その後は出場機会に恵まれず1976年限りで現役を引退。入団3年目の2軍戦で左膝の靱帯を切る負傷をしたことも影響した。
引退後は岩手県盛岡市を拠点とする化粧品の営業職を25年務めた。退職後、秋田市に少年硬式野球チームの立ち上げに関わり、その後は能代シニアの監督を務めた。
2024年7月12日午後5時10分、胆管がんのため死去。76歳没。

## 詳細情報

### 年度別打撃成績
| 年 度     | 球 団         | 試 合 | 打 席 | 打 数 | 得 点 | 安 打 | 二 塁 打 | 三 塁 打 | 本 塁 打 | 塁 打 | 打 点 | 盗 塁 | 盗 塁 死 | 犠 打 | 犠 飛 | 四 球 | 敬 遠 | 死 球 | 三 振 | 併 殺 打 | 打 率 | 出 塁 率 | 長 打 率 | O P S |
| --------- | ------------- | ----- | ----- | ----- | ----- | ----- | -------- | -------- | -------- | ----- | ----- | ----- | -------- | ----- | ----- | ----- | ----- | ----- | ----- | -------- | ----- | -------- | -------- | ----- |
| 1971      | 東映 日本ハム | 16    | 8     | 8     | 0     | 1     | 0        | 0        | 0        | 1     | 0     | 0     | 1        | 0     | 0     | 0     | 0     | 0     | 4     | 0        | .125  | .125     | .125     | .250  |
| 1972      | 東映 日本ハム | 1     | 0     | 0     | 0     | 0     | 0        | 0        | 0        | 0     | 0     | 0     | 0        | 0     | 0     | 0     | 0     | 0     | 0     | 0        | ----  | ----     | ----     | ----  |
| 1974      | 東映 日本ハム | 10    | 17    | 14    | 1     | 4     | 1        | 0        | 0        | 5     | 1     | 0     | 1        | 2     | 0     | 1     | 0     | 0     | 5     | 0        | .286  | .333     | .357     | .690  |
| 1976      | 東映 日本ハム | 3     | 3     | 3     | 0     | 0     | 0        | 0        | 0        | 0     | 0     | 0     | 0        | 0     | 0     | 0     | 0     | 0     | 1     | 0        | .000  | .000     | .000     | .000  |
| 通算：4年 | 通算：4年     | 30    | 28    | 25    | 1     | 5     | 1        | 0        | 0        | 6     | 1     | 0     | 2        | 2     | 0     | 1     | 0     | 0     | 10    | 0        | .200  | .231     | .240     | .471  |

- 東映（東映フライヤーズ）は、1973年に日拓（日拓ホームフライヤーズ）に、1974年に日本ハム（日本ハムファイターズ）に球団名を変更

### 年度別守備成績
| 年度 | 試合 | 企図数 | 許盗塁 | 盗塁刺 | 阻止率 |
| ---- | ---- | ------ | ------ | ------ | ------ |
| 1971 | 16   |        | 8      | 4      | .333   |
| 1972 | 1    |        | 0      | 0      | -      |
| 1974 | 10   |        | 5      | 3      | .375   |
| 1976 | 3    |        | 1      | 0      | .000   |
| 通算 | 30   |        | 14     | 7      | .333   |

### 背番号
- 25 （1971年 - 1974年）
- 51 （1975年 - 1976年）